# Tyspanodes metachrysialis
Tyspanodes metachrysialis là một loài bướm đêm trong họ Crambidae.